# Arnau Martínez
Arnau Martínez López (* 25. April 2003 in Premià de Dalt) ist ein spanischer Fußballspieler.

## Karriere

### Verein
Nachdem er in der Jugend bis 2010 bei CE Premià da Dalt gespielt hatte, ging er danach in die des FC Barcelona über. Hier war er bis 2016 und landete dann über einen Umweg mit CE l’Hospitalet ab 2018 in der des FC Girona. Dort wurde er dann auch Teil der U19 von der er Anfang 2021 in die Zweite Mannschaft aufrückte. Bereits am 28. März 2021 debütierte er bei einem 2:1-Sieg über Albacete Balompié für die erste Mannschaft, wo er auch gleich in der Startelf stand. Wenige Tage später wurde er dann auch ein fester Teil der Mannschaft und schaffte mit ihr über die Playoffs zur Spielzeit 2022/23 den Aufstieg in die Erste Liga.

### Nationalmannschaft
Mit der spanischen U19 bestritt er ein paar Freundschaftsspiele und wurde auch in der EM-Qualifikation eingesetzt.
Seit September 2022 ist er für die U21-Nationalmannschaft aktiv und nahm mit dieser auch an der Europameisterschaft 2023 teil, wo er bei drei Partien Spielzeit bekam. Am Ende erreichte seine Mannschaft auch das Finale, wo diese schlussendlich England mit 0:1-unterlag.